# Borsukowa Skała

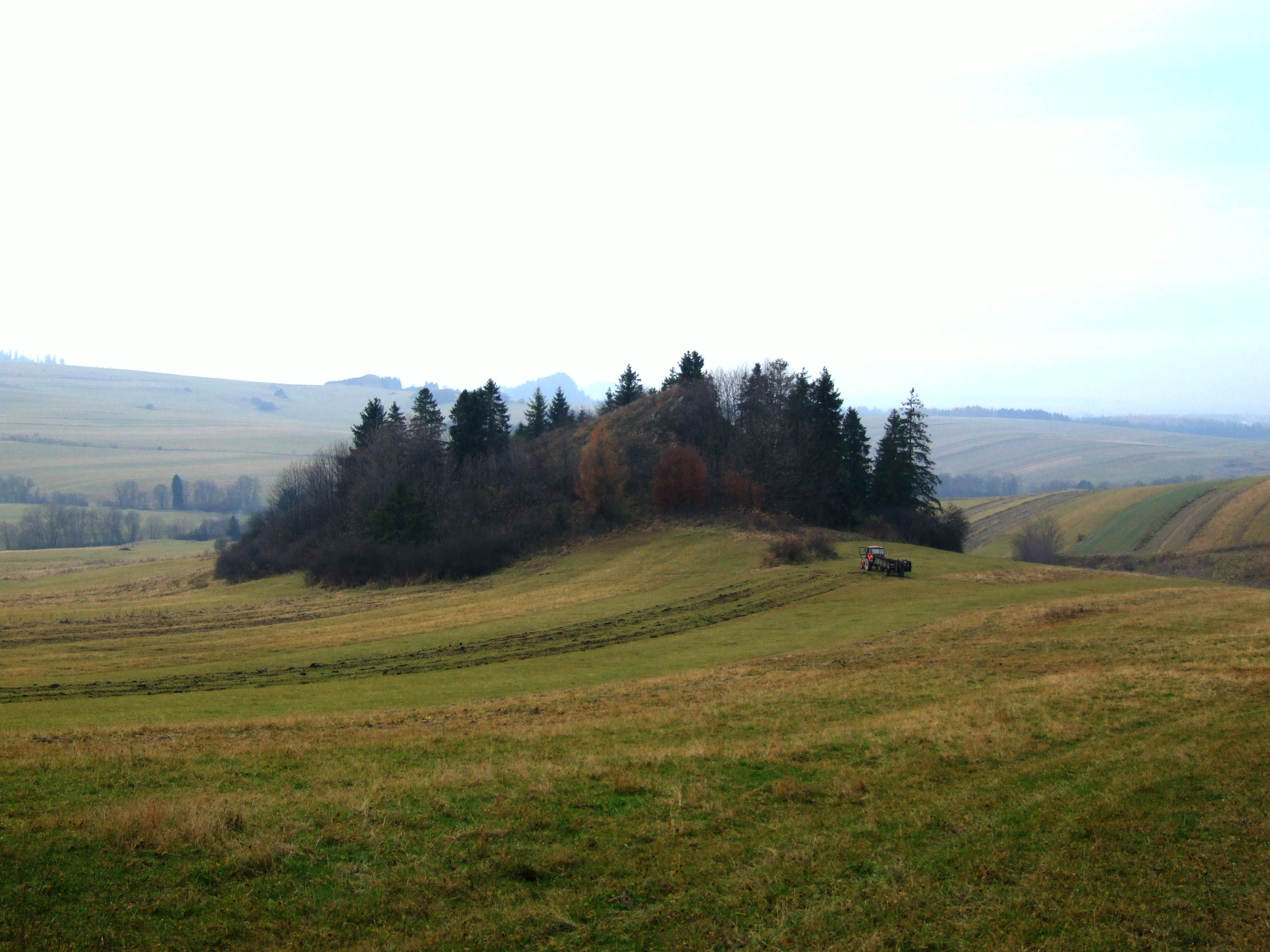
Borsukowa Skała

Borsukowa Skała – jedna ze skałek w grupie wschodniej Skałek Dursztyńskich w Pieninach Spiskich. Nazwa pochodzi od tego, że znajdują się w niej jamy borsuka. Znajduje się pomiędzy Lorencowymi Skałkami a Mikołajcyną Skałą. Ma wysokość 677 m n.p.m., wysokość względna ponad otaczający ją teren jest niewielka. Na południe od Borsukowej Skały wznosi się pośród łąk niższa, również porośnięta lasem i zwykle niezaznaczna na mapach Snoborcyna Skała. Natomiast niewielka i goła skałka znajdująca się w tym samym grzbiecie, co Borsukowa, należy do Lorencowych Skałek.
Borsukowa Skała zbudowana jest ze skał osadowych formacji czorsztyńskiej (jura-neokom, leżących na skałach osadowych alb – mastrycht). Wzdłuż grzbietu, po południowej i północnej stronie przebiega linia głównego nasunięcia skał. Borsukowa Skała wznosi się pośród wielkich łąk. Częściowo porastają ją drzewa i krzewiaste zarośla. Po jej północnej stronie polną drogą prowadzi szlak rowerowy.

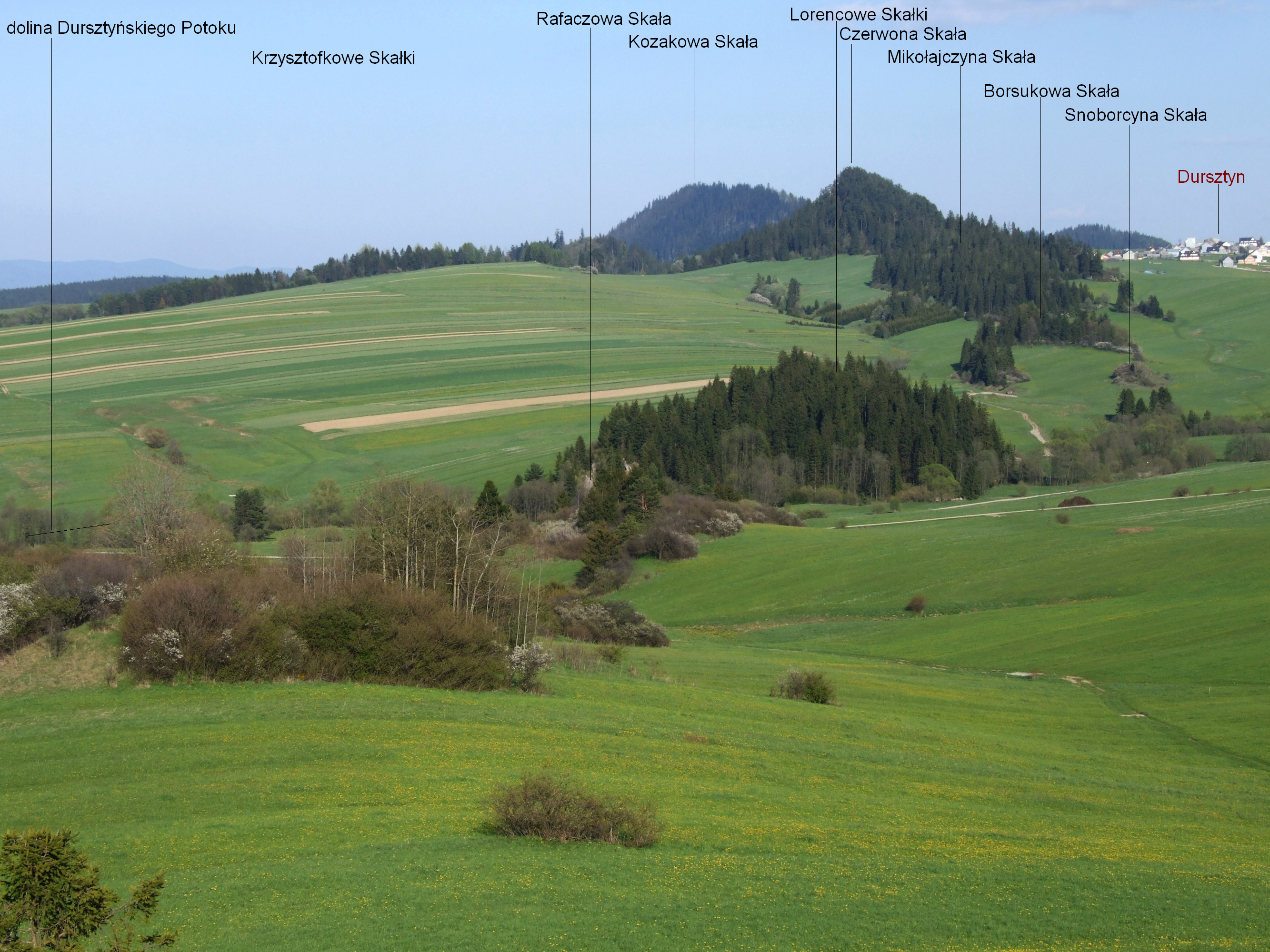
Położenie Borsukowej Skały wśród Dursztyńskich Skałek

Borsukowa Skała znajduje się w granicach wsi Krempachy w województwie małopolskim, w powiecie nowotarskim. Znajdują się w niej trzy schroniska skalne: Schronisko w Borsukowej Skale Pierwsze, Schronisko w Borsukowej Skale Drugie i Schronisko w Borsukowej Skale Trzecie.

## Szlaki turystyczne
– czerwony szlak rowerowy. Odcinek z Krempach do Dursztyna.